# 標津線
標津線（日语：／ Shibetsu sen */?）曾經是一條連結北海道川上郡標茶町的標茶站至標津郡標津町的根室標津站的本線與同郡中標津町的中標津站至根室市的厚床站的支線，屬於日本國有鐵道（國鐵）與北海道旅客鐵道（JR北海道）營運的鐵路線（地方交通線）。
根據國鐵再建法的施行，1985年（昭和60年）8月獲指定為第2次特定地方交通線。此後JR北海道繼承後，1989年（平成元年）4月30日全線廢除。

## 路線資料（廢除前）
- 管轄：北海道旅客鐵道（第一種鐵道事業者）
- 路線距離（營業距離）：全長116.9公里
  1. 標茶－根室標津 69.4公里
  2. 中標津－厚床 47.5公里（列車運行上起終點相反，往中標津方向是下行列車）
- 站數：19個（包括起終點站）
- 軌距：1067毫米
- 複線路段：沒有（全線單線，中標津－中標津町西6條附近是單線並列（日语：単線並列））
- 電氣化方式：全線非電氣化（日语：非電化）
- 閉塞方式：電氣路籤閉塞式
可交會車站：本線5個（泉川、西春別、計根別、中標津、川北），支線1個（別海）
- 簡易委託站：當幌、上武佐、計根別、川北

## 歷史
（鐵路線前）

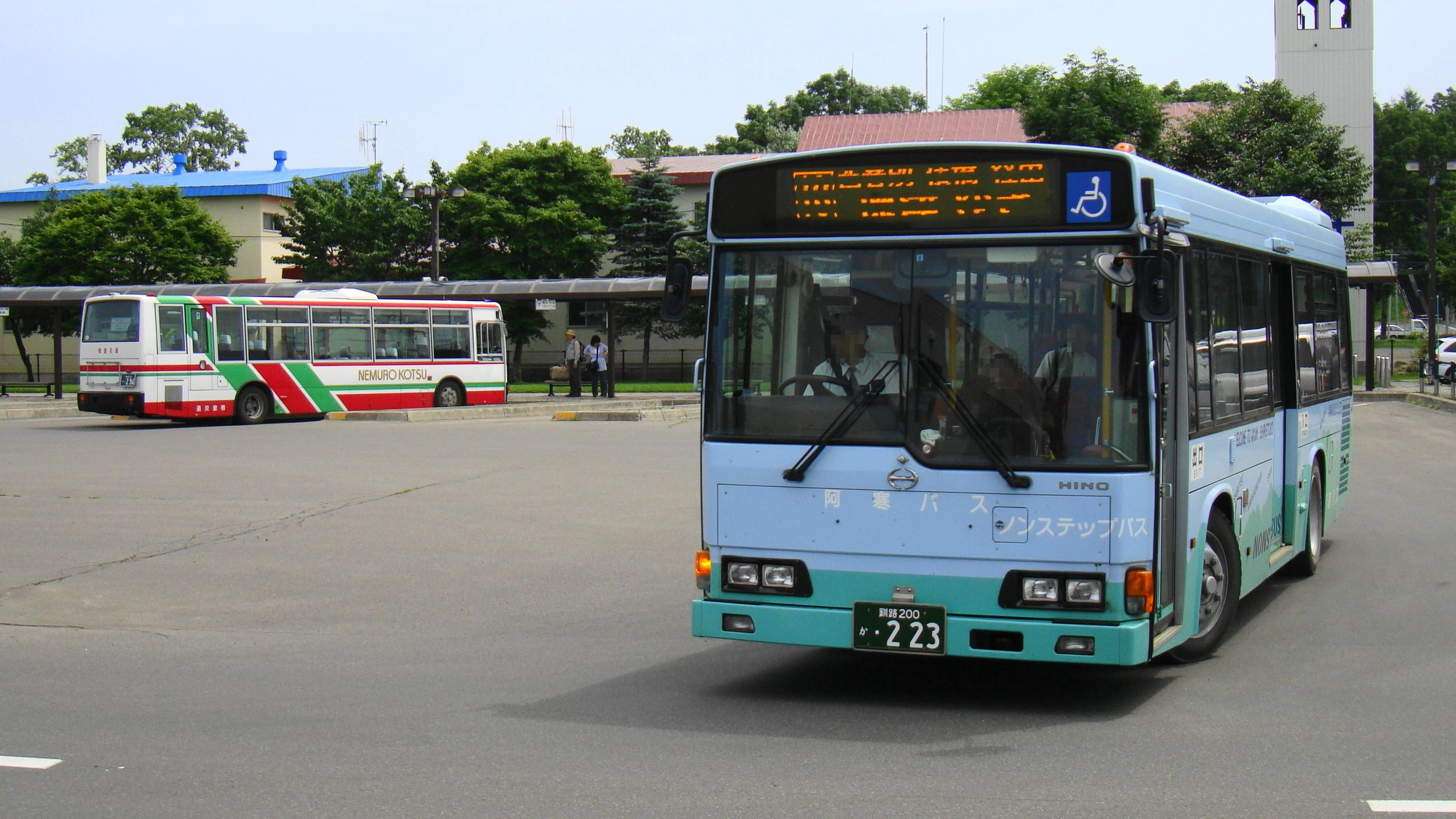
1989年開始運作的中標津巴士。右為標茶出發前往標津的班次、左為中標津出發前往厚床的班次。

- 1925年（大正14年） - 1927年（昭和2年）: 厚床經中標津至標津的殖民軌道根室線開通。
- 1927年（昭和2年）: 中標津至計根別的殖民軌道計根別線開通。
- 1929年（昭和4年）: 殖民軌道根室線開始使用動力列車。
- 1930年（昭和5年）: 標茶至計根別的殖民軌道標茶線開通。

（鐵路線）
- 1933年（昭和8年）12月1日 : 厚床 - 西別之間 (23.8km)的標津線開始營業。新設奥行臼至西別各站。
- 1934年（昭和9年）10月1日 : 延長標津線至中標津 (23.7km) 。新設春別至中標津各站。
- 1936年（昭和11年）10月29日 : 標茶 - 計根別之間 (31.9km)的標茶線開始營業。新設西春別至計根別各站。殖民軌道標茶線停運。
- 1937年（昭和12年）10月30日 : 延長標茶線至根室標津之間 (37.5km) ，標茶線全通。標茶線與標津線（舊線）合併成為標津線。新設當幌、上武佐、川北、根室標津各站。殖民軌道計根別線停用。
- 1933年（昭和8年） - 1938年（昭和13年）: 殖民軌道根室線與標津線並行路段停運。
- 1944年（昭和19年）5月1日 : 新設東標津信號站、泉川臨時信號站。
- 1945年（昭和20年）11月2日 : 東標津信號站停用。
- 1952年（昭和27年）3月25日 : 泉川臨時信號站升級至車站。
- 1957年（昭和32年）12月25日 : 新設協和站。
- 1961年（昭和36年）4月10日 : 新設多和臨時上落車站。
- 1961年（昭和36年）10月1日 : 新設開榮臨時上落車站、平糸臨時上落車站。
- 1962年（昭和37年）5月1日 : 新設光進臨時上落車站。根室標津至釧路之間準急列車「羅臼」開始營運。
- 1963年（昭和38年）7月1日 : 新設上春別站。
- 1966年（昭和41年）3月5日 : 一班準急列車「羅臼」改為急行列車「國後」。
- 1967年（昭和42年）4月1日 : 光進臨時上落車站、平糸臨時上落車站升級至車站。
- 1968年（昭和43年）10月1日 : 準急「羅臼」與急行「國後」列車都改為急行列車「知床」。
- 1976年（昭和51年）12月1日 : 西別站改名為別海站。
- 1980年（昭和55年）4月30日 : 中標津至根室標津之間的貨物運輸服務停止。
- 1980年（昭和55年）10月1日 : 急行「知床」在標津線内的車站改為全部停站，成為普通列車。 
  - 停車站：標茶站 - 西春別站 - 計根別站 - 中標津站（中標津站至根室標津站是停所有車站）
- 1984年（昭和59年）2月1日 : 標茶經中標津至厚床之間的貨物運輸服務停止。全線的貨物運輸服務停止。
- 1985年（昭和60年）8月2日 : 被定為第2次特定地方交通線，落入停用鐵路線的名單。
- 1986年（昭和61年）11月1日 : 急行「知床」不再經本線。
- 1987年（昭和62年）4月1日 :  因國鐵分割民營化，本站成為北海道旅客鐵道的路線。
- 1989年（平成元年）4月30日 : 全線停運，改為以巴士服務（標茶 - 標津：阿寒巴士、厚床 - 中標津：根室交通）。

### 事故
- 1945年（昭和20年）7月14日、上行的40號列車（前往厚床）被美軍的機槍掃射而受到破壞。
- 1956年（昭和31年）3月5日、上行的32號列車（前往標茶）發生出軌事故。使兩架客車和兩架貨車出軌、有24名傷者。

## 運行形態
在本線停運前，曾經有急行列車途經本線，請參考歷史年表。
另外，在普通列車方面，標茶至中標津和中標津至根室標津每日來回有6.5班，而厚床至中標津則每日來回有4班。

## 車站列表
- 所有車站都位於北海道。
- 多和站、開榮站的距離是實際距離（舊臨時乘降場，未有設定營業距離前已經廢除）。

| 中文站名     | 日文站名 | 英文站名 | 站間距離 | 營業距離 | 接續路線                                                | 所在地         |
| ------------ | -------- | -------- | -------- | -------- | ------------------------------------------------------- | -------------- |
| 標茶         |          |          | -        | 0.0      | 北海道旅客鐵道：釧網本線 標茶町營軌道標茶線（至1967年） | 川上郡標茶町   |
| 多和         |          |          | 2.7      | (2.7)    |                                                         | 川上郡標茶町   |
| 泉川         |          |          | 10.0     | 12.7     |                                                         | 野付郡別海町   |
| 光進         |          |          | 4.6      | 17.3     |                                                         | 野付郡別海町   |
| 西春別       |          |          | 5.2      | 22.5     | 殖民軌道虹別線（至1949年） 殖民軌道西別線（至1952年）   | 野付郡別海町   |
| 上春別       |          |          | 5.2      | 27.7     |                                                         | 野付郡別海町   |
| 計根別       |          |          | 4.2      | 31.9     | 殖民軌道養老牛線（至1961年）                            | 標津郡中標津町 |
| 開榮         |          |          | 4.2      | (36.1)   |                                                         | 標津郡中標津町 |
| 當幌         |          |          | 4.6      | 40.7     |                                                         | 標津郡中標津町 |
| 中標津       |          |          | 6.4      | 47.1     | 北海道旅客鐵道：厚床支線 殖民軌道根室線（至1943年）     | 標津郡中標津町 |
| 東標津信號場 |          | /        | -        | (52.6)   |                                                         | 標津郡中標津町 |
| 上武佐       |          |          | 8.1      | 55.2     | 殖民軌道根室線（至1954年）                              | 標津郡中標津町 |
| 川北         |          |          | 4.9      | 60.1     | 殖民軌道忠類線（至1955年）                              | 標津郡標津町   |
| 根室標津     |          |          | 9.3      | 69.4     |                                                         | 標津郡標津町   |

### 厚床支線
| 中文站名 | 日文站名 | 英文站名 | 站間距離 | 營業距離 | 接續路線                                            | 所在地         |
| -------- | -------- | -------- | -------- | -------- | --------------------------------------------------- | -------------- |
| 中標津   |          |          | -        | 0.0      | 北海道旅客鐵道：標津線                              | 標津郡中標津町 |
| 協和     |          |          | 5.4      | 5.4      |                                                     | 標津郡中標津町 |
| 春別     |          |          | 6.7      | 12.1     | 殖民軌道春別線（至1949年）                          | 野付郡別海町   |
| 平糸     |          |          | 6.1      | 18.2     |                                                     | 野付郡別海町   |
| 別海     |          |          | 5.5      | 23.7     | 殖民軌道西別線（至1956年）                          | 野付郡別海町   |
| 奧行臼   |          |          | 12.3     | 36.0     | 別海村營軌道風蓮線（至1971年）                      | 野付郡別海町   |
| 厚床     |          |          | 11.5     | 47.5     | 北海道旅客鐵道：根室本線 殖民軌道風蓮線（至1963年） | 根室市         |

## 並行道路
- 北海道道13號中標津標茶線
  - 北海道標津郡中標津町大通北1丁目（現時的北海道道69號中標津機場線與北海道道774號川北中標津線交界）至 北海道川上郡標茶町富士2丁目（現時的北海道道14號厚岸標茶線交界）